# Danilo Haussler
Danilo Haussler (født 13. juli 1975 i Schwedt/Oder) er en tysk professionel bokser. Han er i Danmark muligvis bedst kendt for sin kamp mod Mikkel Kessler den 25. oktober 2008, hvor han tabte, hvilket blev hans sidste kamp.

## Amatør
Haussler vandt 80 kampe som amatør på 16 nederlag og tre uafgjorte. Hans største succes var en anden plads i Junior EM 1993 i Thessaloniki i mellemvægtklassen. I 1996 blev han på tysk mester i Riesa.

## Professionel Karriere
I 1997 sluttede han sig til professionelle lejr og skrev kontrakt med Wilfried Sauerland. Hans træner blev Manfred Wolke. I 2000 vandt han med et pointsejr over Patrick Pipa det tyske mesterskab i super-mellemvægt divisionen.
Den 27. Januar 2001, fik han chancen mod russeren Andrei Schkalikow i Championship Boxing. På trods af den hårde kamp, vandt han bæltet på point ved tætløb. Titlen forsvarede han seks gange, herunder mod Markus Beyer, men til sidst tabte han sin titel den 4. oktober 2003 af et nederlag mod danskeren Mads Larsen.
Kort tid efter, blev den europæiske titel igen ledig, og Haussler fik lejlighed igen til at kæmpe om bæltet til European Boxing Union. Hans modstander denne gang var danskeren Rudy Markussen, som på det tidspunkt, som hans landsmand Larsen, kun havde tabt mod Sven Ottke. Haussler var i denne kamp blev slået til jorden tre gange og til sidst tabte han på point. I hans første kamp i USA, han havde i december 2004 mod den ukendte syriske Mohammad Said måtte han igen lide et nederlag.
Haussler boksede den 8. december 2007 i Basel, igen til EM i Super-mellemvægt (EBU) mod den italienske Cristian Sanavia, som han vandt over på point og Haussler blev europæisk mester.
Derefter fik Danilo Haussler sin første chance for at bekæmpe om en verden titel. Den 25. oktober 2008 ankom han til Oldenburg, hvor han skulle kæmpe om WBA titelen mod indehaveren – danske Mikkel Kessler. Kessler var dens klare rolle som favorit. Kessler dominerede kampen og vandt med KO i tredje runde.